# Castello di Ewloe
Il castello di Ewloe (in inglese: Ewloe Castle; in gallese: Castell Ewlo) è un castello fortificato in rovina del villaggio gallese di Ewloe, nel Flintshire (Galles nord-orientale), costruito in gran parte dopo il 1257 forse per volere di Llywelyn Ein Llyw Olaf ap Gruffydd, ma con elementi risalenti agli inizi del XIII secolo.
L'edificio è classificato come castello di primo grado ed è gestito attualmente dal Cadw.

## Storia
Il castello di Ewloe fu costruito dopo il 1257, ovvero dopo che i Gallesi riuscirono a strappare agli Inglesi quell'area del Flintshire. Tuttavia, la cosiddetta "Welsh Tower", visibile tuttora, pare risalga già al 1210 ca. e sarebbe stata costruita da Llywelyn ap Iorwerth.
Nel 1277, il castello di Ewloe fu assediato e conquistato in seguito da Edoardo I d'Inghilterra. Fu però l'ultima occasione che vide il castello protagonista di azioni di guerra: per questo motivo, oltre per il fatto che Edoardo I preferì occupare i castelli più prossimi al mare (come il castello di Flint e il castello di Rhuddlan), l'edificio iniziò a cadere progressivamente in rovina.
Nel 1311, uscirono i Chester Plea Rolls, dove si trova un resoconto fornito da Payne Tibotot, sulla storia del castello di Ewloe. Questa fonte cita Llywelyn ap Gruffydd come costruttore del castello e cita la data del 1257.

## Architettura
Le rovine del castello di Ewloe si ergono su un promontorio boscoso che si affaccia sulla Weprey Valley.
L'edificio ha la struttura di una motta castrale. La "Welsh Tower", che si erge in cima al castello, pur avendo una forma di abside, ricorda la struttura dei maschi dei castelli inglesi del XII secolo.
|  |

## Leggende
Secondo una leggenda, il castello sarebbe infestato dalla presenza dei fantasmi degli "uomini in marcia".